# هوزان (اسم)
هوزان هو اسم علم مذكر من أصل عربي، ومعناه هو اسم طائر جمعه هوزان.

## شخصيات تحمل الاسم
- هوزان عكو (1978 – )
- هوزان محمود (سياسية عراقية، 8 مارس 1973 – )

## وصلات خارجية
- موسوعة السلطان قابوس لأسماء العرب